# Maître de conférences des universités-praticien hospitalier

Le maître de conférences des universités-praticien hospitalier (MCU-PH) est un médecin, odontologiste, pharmacien ou scientifique (plus rarement de formation scientifique exclusive), nommé à titre permanent pour assurer une mission de soins auprès d'un centre hospitalier universitaire en qualité d'agent du service public hospitalier, et une mission d'enseignement, de formation et de recherche auprès d'une université, en qualité de fonctionnaire de l’État. 
Il s'agit donc d'un statut mixte croisant le corps des maîtres de conférences du ministère de l'Enseignement supérieur et de la Recherche et celui de praticien hospitalier des établissements publics de santé. Ce corps est ainsi géré conjointement par le Centre national de gestion et le ministère de l'Enseignement supérieur.
La nomination à ce corps relève des ministres chargés de l'enseignement supérieur et de la santé, après avis du conseil d'UFR et de la commission médicale d'établissement ; le recrutement est donc quelque peu différent de celui des enseignants-chercheurs, bien que la procédure implique également le Conseil national des universités.
 (mai 2013).
Si vous disposez d'ouvrages ou d'articles de référence ou si vous connaissez des sites web de qualité traitant du thème abordé ici, merci de compléter l'article en donnant les références utiles à sa vérifiabilité et en les liant à la section « Notes et références ».
Le statut de 1984 demandait pour l'accès au corps un diplôme d'études et de recherches en biologie humaine ou le doctorat d’État en biologie humaine, diplômes qui ne sont plus délivrés. Pour accéder à ce corps, il est nécessaire de pouvoir justifier du diplôme national de Master, du doctorat de troisième cycle, du diplôme de doctorat, du DEA ou de l'HDR. Ces titres ou grades sont attendus en plus du diplôme d'État de docteur en médecine, en pharmacie ou en odontologie, permettant de justifier de solides connaissances scientifiques et d'une formation à la recherche. Plus exceptionnellement, des scientifiques titulaires d'un doctorat en sciences peuvent accéder au statut de MCU-PH sans détenir un diplôme d’État de docteur dans les spécialités de santé (Médecine, Pharmacie, Odontologie). 
Ce statut mixte résulte de la spécificité de la formation des étudiants dans les professions de santé (médecine, pharmacie, odontologie), qui incombe aux universités (enseignement théorique) et aux centres hospitaliers universitaires (pratique clinique). Les CHU, créés en 1958 par l'ordonnance Debré, se distinguent donc des centres hospitaliers par leur triple mission de soins, d'enseignement et de recherche. Ils ont permis le développement de réelles carrières hospitalo-universitaires sur le plan statutaire.
Le statut a été institué par le décret no 84-135 du 24 février 1984 pour les médecins et scientifiques. Un statut à part a été fixé pour les chirurgiens-dentistes, régis par le décret no 90-92 du 24 janvier 1990. 
En 2006, les spécialités pharmaceutiques ont été incorporées au corps des MCU-PH, sous réserve de l'obtention du Diplôme d'État de docteur en pharmacie. Cette carrière concerne essentiellement des pharmaciens ayant effectué un internat en pharmacie.
Depuis 2012 :
- le centre national de gestion s'est vu confier en plus de ses missions du service hospitalier la gestion de certaines opérations courantes du service universitaire dont le classement dans le corps universitaire et la bonification d'ancienneté.

- la formation des médecins généralistes prend un nouveau tournant avec l'instauration d'enseignants titulaires de médecine générale dont l'activité médicale ne se réalise non pas en milieu hospitalier, mais en libéral ou en mode salarié. Des textes réglementaires encadrent ce prérequis d'activité, indispensable à la trivalence de la fonction. Ces enseignants intègrent des départements de médecine générale au sein des UFR, sous un titre assimilé à celui des MCU.

- La sous-section 53.03 du CNU peut nommer des MCU et des PU de médecine générale. En 2014, ils étaient 47[4]. Il existe en parallèle des postes de maîtres de conférence et de professeurs associés. En 2014, ils étaient 200[4].

En décembre 2021, un statut unique est établi pour l'ensemble des MCU-PH. 